# قاي بونو
قاي بونو هو سياسي فرنسي، ولد في 30 أبريل 1953 في باجة في تونس. نشط حزبياً في الحزب الاشتراكي.

## مناصب
- انتخب  لترشحه ضمن قائمة Saint-Martin-de-Crau [الإنجليزية]‏، خلال فترته النيابية ‏ (23 مارس 2014 – ).
- انتخب  خلال فترته النيابية ‏.
- في انتخابات البرلمان الأوروبي 2004، انتخب عضو في البرلمان الأوروبي عن دائرة جنوب شرق فرنسا [الإنجليزية]‏ لترشحه ضمن قائمة الحزب الاشتراكي، وقد انضم خلال فترته النيابية (20 يوليو 2004 – 13 يوليو 2009) للكتلة البرلمانية التحالف التقدمي للاشتراكيين والديمقراطيين.
- انتخب عضو مجلس بلدية ‏ Saint-Martin-de-Crau [الإنجليزية]‏.
- انتخب عضو في البرلمان الأوروبي (2004 – 2009).
- انتخب عضو مجلس جهوي ‏ (2004 – ).

## وصلات خارجية
- الموقع الرسمي